# Кожум'яка (професія)
Кожум'яка, мнець — майстер, що за часів Русі, займався виготовленням сириці зі шкіри тварин. Надалі цей мнець використовували для обтягування щитів, пошиття одягу, взуття тощо. Давня, нині застаріла, професія людини, яка заготовлює сировину для виробів зі шкіри.